# ゆずマン
『ゆずマン』は、ゆずの通算2作目のミニアルバム。1998年2月21日発売。発売元はセーニャ・アンド・カンパニー。

## 解説
- 前作『ゆずの素』が路上録音を中心としたものであったため、初の全編スタジオ録音盤にあたる。メジャー流通では初のアルバムとなる。
- ミュージック・ビデオ集『録歌選 金銀』に、「なにもない」の映像が収録されている。
- 「シュビドゥバー」は、ラストのサビの一部分はマイクを通さず、生声で歌われることがある。

- 2018年にリリースされた「公園通り」のアートワークは今作のジャケット写真をオマージュしている。

## 収録曲
| 全編曲: 寺岡呼人・ゆず（#4、ストリングスアレンジ：溝口肇）。 |                    |           |           |       |
| #                                                            | タイトル           | 作詞      | 作曲      | 時間  |
| 1.                                                           | 「ところで」       | 岩沢厚治  | 岩沢厚治  | 2:06  |
| 2.                                                           | 「春三」           | 岩沢厚治  | 岩沢厚治  | 2:25  |
| 3.                                                           | 「遊園地」         | 岩沢厚治  | 岩沢厚治  | 3:33  |
| 4.                                                           | 「なにもない」     | 岩沢厚治  | 岩沢厚治  | 5:18  |
| 5.                                                           | 「～風まかせ～」   | 北川悠仁  | 北川悠仁  | 4:08  |
| 6.                                                           | 「いこう」         | 岩沢厚治  | 岩沢厚治  | 2:54  |
| 7.                                                           | 「シュビドゥバー」 | 北川悠仁  | 北川悠仁  | 5:12  |
| 合計時間:                                                    | 合計時間:          | 合計時間: | 合計時間: | 25:36 |

## 楽曲解説
1. ところで
CX系『美少女H』主題歌。岩沢が勢いでつくった曲だが路上でやって評判が良かったため収録されることになったという。
2. 春三
「はるぞう」と読む。由来はゆずが路上で一番始めに歌っていた「春一番」のような曲をつくり、タイトルを「春二番」にしようとしたが、すでに他のアーティストが歌っていたため、三番目と言うことで「春三」になった。
3. 遊園地
後のベスト盤『ゆずのね 1997-2007』に収録が検討されたが、見送られた。10周年記念ライヴ・ツアーでは披露されている。曲の最初に遊園地で録ったような音が収録されている。
4. なにもない
映画『ハードル』主題歌。後にベスト版にも収録された。
仮タイトルは「あぁ」だった。
5. ～風まかせ～
映画『ハードル』挿入歌。
6. いこう
7. シュビドゥバー
初期のライブでは最後の曲として頻繁に演奏され、東京ドーム公演においても、一部はマイクを通さず演奏された。
終盤に入るコーラスは、ふたりの友人たちによるもの。

## 演奏
- 北川悠仁：Vocal, Acoustic Guitar, Pianica, Kazoo, Tambourine
- 岩沢厚治：Vocal, Acoustic Guitar, Harp
- 中西進：Programming
- 寺岡呼人：Electric Bass, Programming
- 稲葉国光：Acoustic Bass (#6)
- 小島徹也：Drums (#1.3.4.7)
- 飯田ヒロシ：Percussion (#6)
- かつやたかし：Keyboards (#4.5.7)
- 駒沢裕城：Steel Guitar (#5)
- 田代耕一郎：Mandolin, Banjo (#5)
- 溝口肇：Cello (#4)
- 桑野聖、藤家泉子：Violin (#4)
- 古川原裕仁：Viola (#4)
- ブルーブルー、ダイナマイツ、井手伸也、稲垣太郎、チームハンズ、チーム富岡、トム、フジケン、ゆず：Chorus

## 関連作品
- 歌時記 〜サクラサク篇〜 -ライヴアルバム-　　M-7
- 歌時記 〜ふたりのビッグ（エッグ）ショー篇〜 -ライヴアルバム-　　M-1・5・6
- Home 1997-2007 -ベストアルバム-　　M-4
- ゆずのね 1997-2007 -ベストアルバム-　　M-1・5・7
- 二人参客 2015.8.15〜緑の日〜 -ライブアルバム　　M-4・5